# Estilbeno
El estilbeno es un hidrocarburo aromático, de fórmula C14H12, del que existen dos formas isómeras: el trans-1,2-difeniletileno (E-estilbeno) y el cis-1,2-difeniletileno (Z-estilbeno)  .
Con el mismo término de "estilbenos" se designan también a los derivados hidroxi y alcoxi del estilbeno simple, así como sus formas heterósido (glicósido) y polímeros.
A esta familia pertenecen los polifenoles naturales presentes en muchas familias de plantas superiores (por ejemplo, el trans-resveratrol de la uva).
Junto a los bifenilos y fenantrenos, conforman la familia de los estilbenoides.
El estilbeno es una de las sustancias utilizadas ilegalmente por algunos agricultores, tanto en forma libre como sus derivados (sales o ésteres). Esta sustancia está prohibida en diversos países (Francia.).
Su nombre proviene del griego y significa stilbos, brillante, debido a sus propiedades de fluorescencia.

## Descripción
El estilbeno es una molécula, de color amarillo, que existe en dos formas diastereoisómeras, formas (E) y (Z), siendo esta última la menos estable debido a impedimentos estéricos y con un punto de fusión de entre 5 ° y 6 °C, mientras que la forma (E) tiene un punto de fusión de alrededor de 125 °C.
El cis-estilbeno (otro nombre para la forma Z) pueden ser convertidos por fotólisis en su isómero trans-estilbeno (forma E), que posee una fluorescencia azul.

El estilbeno sufre fotoisomerización. Dependiendo de la longitud de onda de excitación, el producto de la reacción es un isómero trans (E) o cis (Z).

## Toxicología
El estilbeno es un disruptor endocrino. Se recomienda, por tanto:
- No comer ni beber durante su uso.
- Almacenarlo en recipientes herméticos.

## Estilbenos
Esta familia de polifenoles naturales incluye a los derivados hidroxi- y metoxi- del estilbeno simple, así como sus formas glicósido y polímeros. Se encuentran en muchas plantas superiores.
En respuesta a los ataques de agentes patógenos externos (insectos, microorganismos), las plantas se protegen mediante la producción de compuestos tóxicos que contribuyen al bloqueo de los atacantes locales. Algunas de estas sustancias, tales como los alcaloides (nicotina), terpenoides (piretrinas) o isoflavonas (rotenoides) han sido ampliamente estudiados. Otros, como los estilbenos, son mucho menos conocidos.
Los estilbenos permiten comprender por qué algunas variedades de vid son más o menos resistentes a los ataques de hongos. Se ha demostrado que las hojas de la vid inoculadas con el mildiu (Plasmopara viticola) producen estilbenos a nivel local después de unas horas. Estas hojas sintetizan primero resveratrol en grandes cantidades, pero la cantidad de este compuesto puede variar según las variedades de la vid. Para los cultivos susceptibles al mildiu, el resveratrol es glicosilado en un compuesto no tóxico, la piceida, mientras que para variedades resistentes al moho, el resveratrol se oxida en un compuesto tóxico, la viniferina. El resveratrol demostró ser una molécula beneficiosa, no sólo para la planta, sino también para los seres humanos. Estas propiedades terapéuticas han sido numerosas, y siempre atraen un gran número de estudios.
Observaciones similares se realizaron en las coníferas. Un pino sometido al ataque de hongos se defenderá mediante la producción de estilbenos como la pinosilvina, un abeto producirá varios dímeros de glucósidos de estilbeno.
| LOS ESTILBENOS Gluc=O-β-D-glucosilo |                                  |      |    |      |      |      |     |                  |
| Nombre                              | Origen                           | R3   | R4 | R5   | R’3  | R’4  | R’5 | Cadena carbonada |
| Pinosilvina                         | Pinus strobus                    | H    | H  | H    | OH   | H    | OH  |                  |
| Piceatanol                          | Picea abies                      | OH   | H  | OH   | OH   | OH   | H   |                  |
| Trans-resveratrol                   | Uva, cacahuete, Polygonum, Picea | OH   | H  | OH   | H    | OH   | H   |                  |
| Trans-pterostilbeno                 | Pterocarpus, uva                 | OCH3 | H  | OCH3 | H    | OH   | H   |                  |
| Rapontienina                        | Vitis                            | OH   | H  | OH   | H    | OCH3 | OH  |                  |
| Isorapontienina                     | Vitis                            | OH   | H  | OH   | OCH3 | OH   | H   |                  |
| Rapontina, Ponticina                | Ruibarbo, Picea abies            | Gluc | H  | OH   | OH   | OCH3 | H   |                  |
| Trans-piceida                       | Uva, ruibarbo, Picea, Polygonum  | Gluc | H  | OH   | H    | OH   | H   |                  |
| Astringina                          | Picea abies                      | Gluc | H  | OH   | OH   | OH   | H   |                  |

Los estilbenos monómeros pueden polimerizarse para dar muchos oligoestilbenos naturales. La mayoría de ellos son polímeros de resveratrol como la (-)-ε-viniferina.

## Usos
- Los estilbenos se utilizan en la industria de los tintes. Proporcionan los grupos cromóforos de color amarillo o naranja.[7]
- Los estilbenos se emplean como medio de emisión de los láseres de colorante.[8]
- Se emplea como un centelleador cristalino[9] (especialmente en mediciones de coincidencia y de conteo de partículas),  con una capacidad de alrededor del 60% la del antraceno (otro cristal orgánico de centelleo).  El efecto de la energía de la partícula y el tipo de funcionamiento es similar a la del antraceno.  El máximo del espectro de emisión corresponde a una longitud de onda de 410 nm.